# 博克斯鎮區 (密蘇里州錫達縣)
博克斯鎮區（英語：Box Township）是位於美國密蘇里州錫達縣的一個行政鎮區。

## 地方資料
博克斯鎮區的面積為213.78平方千米，當中陸地面積為212.41平方千米，而水域面積為1.37平方千米。根據2020年美國人口普查的數據，當地共有人口5869人，而人口密度為每平方千米27.45人。